# Charlie Straight
Charlie Straight è stato un gruppo musicale ceco formatosi nel 2006 e scioltosi nel 2013. È stato costituito dai musicisti Albert Černý, Jan Cienciala, Michal Šupák e Pavel Pilch.

## Storia del gruppo
La formazione, fondata a Třinec, è salita alla ribalta col primo album in studio She's a Good Swimmer, che ha scalato la CZ Albums fino al 7º posto e che ha permesso al gruppo di vincere tre premi ai Ceny Anděl. Hanno inoltre conseguito l'MTV Europe Music Award al miglior artista ceco e slovacco per due anni consecutivi.
Someone with a Slow Heartbeat, il secondo LP, è stato messo in commercio nel 2012, ha esordito nella top five in Cechia ed è stato trainato da una tournée nazionale. Lo stesso contiene Coco, che è divenuto il loro principale successo radiofonico e che si è guadagnato il titolo di miglior canzone ai Ceny Anděl annuali. Nell'ottobre dell'anno successivo è stato annunciato lo scioglimento del gruppo «a tempo indeterminato», tenendo tre concerti d'addio.

## Formazione
- Albert Černý – voce, chitarra
- Jan Cienciala – basso
- Michal Šupák – chitarra, programmazione
- Pavel Pilch – batteria

## Discografia

### Album in studio
- 2009 – She's a Good Swimmer
- 2012 – Someone with a Slow Heartbeat

### Singoli
- 2013 – I Sleep Alone (feat. Markéta Irglová)